# Papa Inocențiu al X-lea
Papa Inocențiu al X-lea (Giovanni Battista Pamphilj sau Pamphili) (n. 6 mai 1574, Roma, Statele Papale – d. 7 ianuarie 1655, Roma, Statele Papale) a deținut funcția de papă între anii 1644-1655.